# Fitbit
Fitbit Inc. è una società statunitense con sede a San Francisco, California. Fondato e gestito da James Park ed Eric Friedman, l'azienda è conosciuta per i suoi prodotti con lo stesso nome, che sono tracciatori di attività che tramite wireless e dispositivi indossabili, misurano i dati quali il numero di passi, qualità del sonno, gradini saliti, e altre metriche personali. Il primo di questi è il Fitbit Tracker.
Il 1º novembre 2019 Google ha annunciato l'acquisizione di Fitbit per circa 2,1 miliardi di dollari.

## Prodotti Fitbit

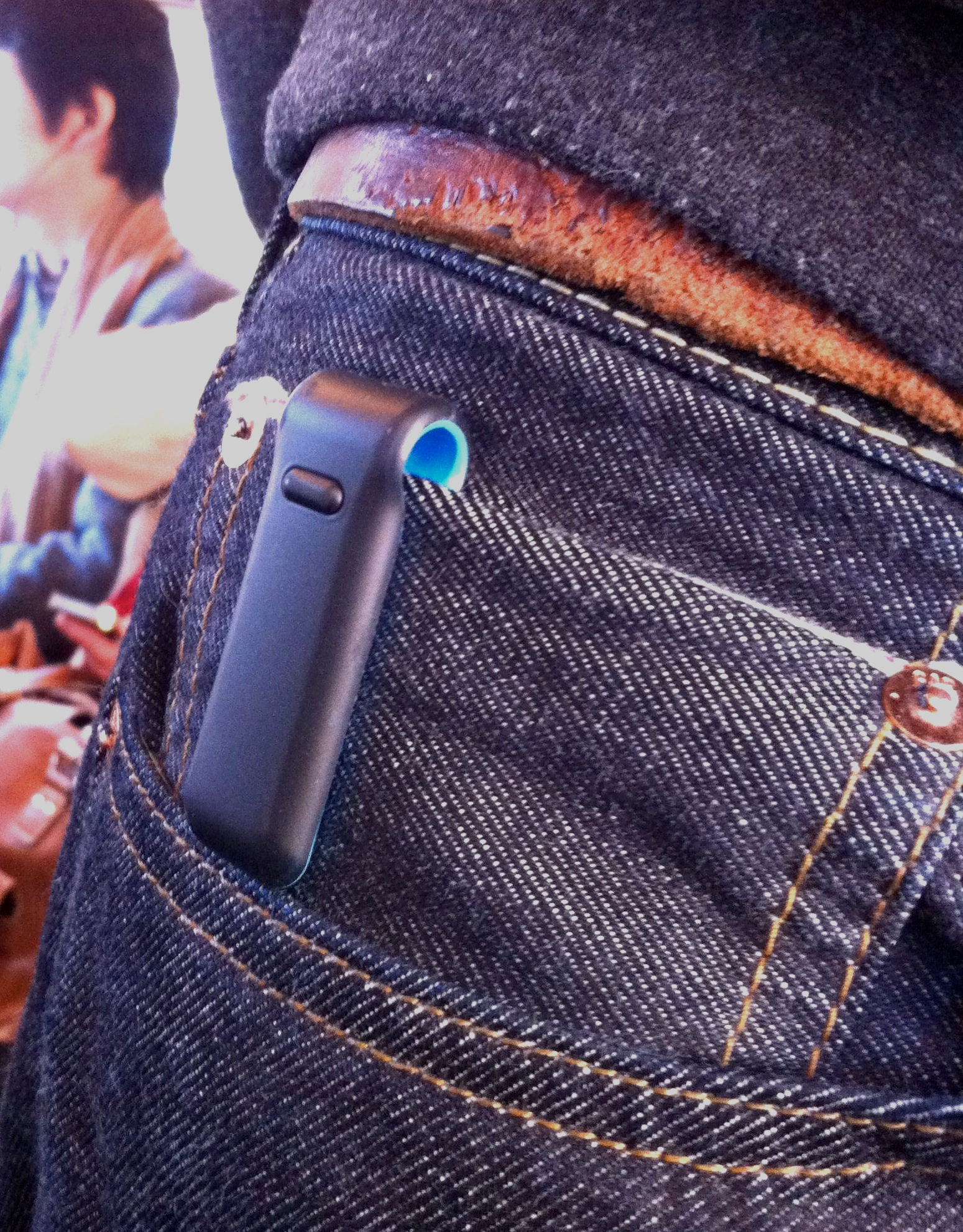
Fitbit Ultra

### Fitbit Tracker
Il Fitbit Tracker utilizza un accelerometro tridimensionale, simile a quello del telecomando Wii, per rilevare il movimento dell'utente. 
Il tracker rileva le misure durante le attività, e li combina con i dati degli utenti per calcolare la distanza percorsa, calorie bruciate, durata delle attività e intensità. Esso utilizza uno schermo OLED per visualizzare queste e altre informazioni come il livello della batteria. Esso misura anche la qualità del sonno, monitorando i periodi di irrequietezza, quanto tempo ci vuole a chi lo indossa per addormentarsi e per quanto tempo in realtà dormono.
È inclusa una stazione base wireless per ricevere dati dal Tracker e caricare la batteria. Quando è collegato a un computer la stazione base permette di caricare i dati sul sito Fitbit, dove sono disponibili alcune funzioni: vedere una panoramica dell'attività fisica, impostazione e monitoraggio degli obiettivi, monitoraggio dei registri alimentari e interagire con gli amici. L'utilizzo del sito è gratuito.

### Fitbit Ultra

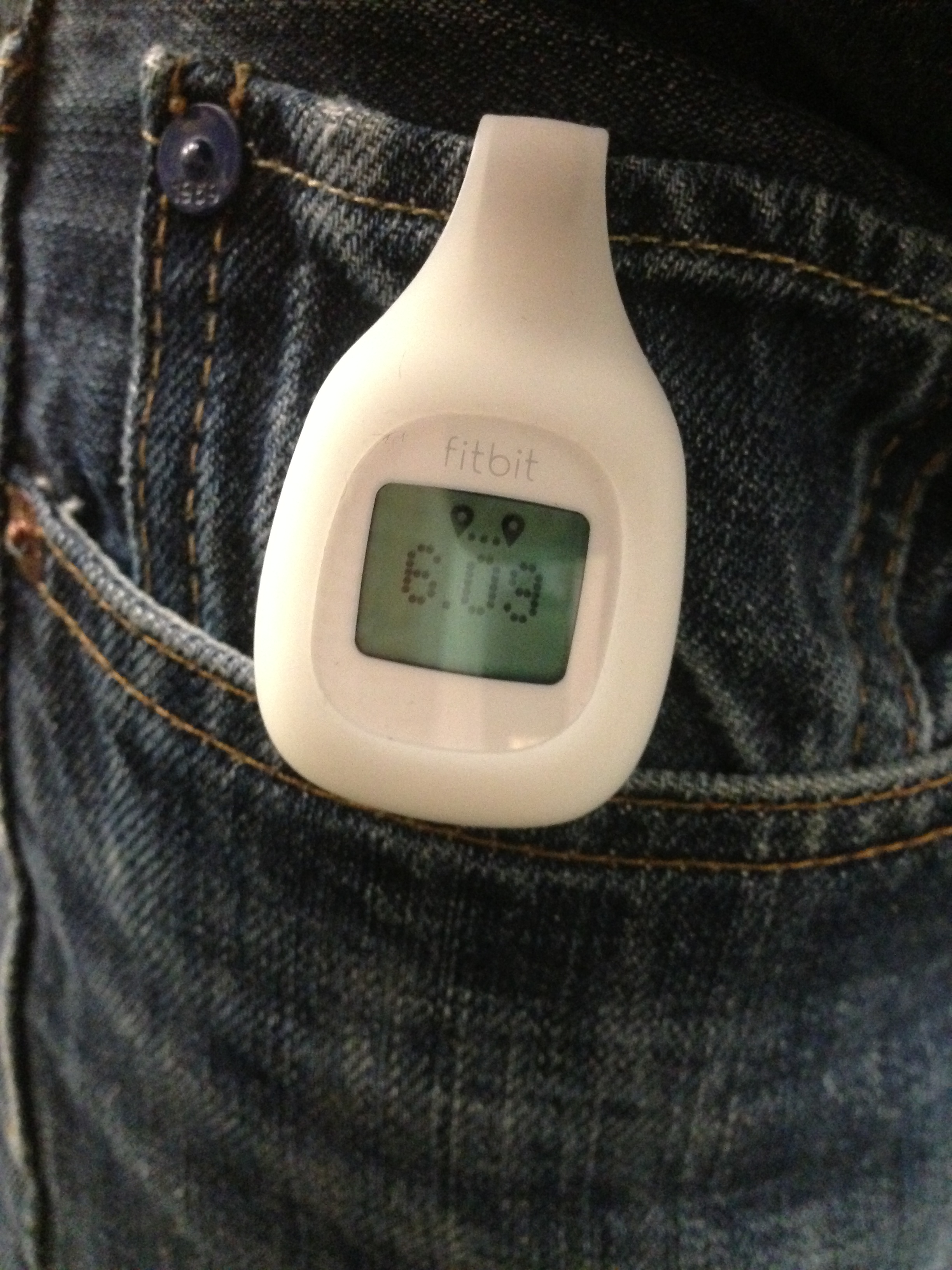
Un Fitbit Zip bianco, che mostra la distanza in miglia percorsa dall'utente.

Un nuovo aggiornamento hardware è stato annunciato il 3 ottobre 2011, chiamato Fitbit Ultra. Le nuove funzionalità includono:
- Un altimetro che misura il dislivello in termini di piani, con un piano più o meno equivalente a 3 metri.
- Un orologio digitale visibile sul display del dispositivo.
- Un cronometro
- Una chat con messaggi casuali che vengono mostrati quando l'Ultra viene spostato dopo un periodo di inattività, e c'è un campo personalizzato dove poter scrivere un messaggio personale.
- Nuovi colori (prugna o blu, in contrapposizione al verde acqua originale)

Il Fitbit Ultra è alimentato da una piccola batteria ai polimeri di litio.
Il Fitbit Ultra ha avuto un difetto di progettazione: il dispositivo aveva una forma curvata in modo da poterlo agganciare su qualsiasi capo di abbigliamento. Però la plastica applicata sul dispositivo, non era appropriata a causa della pressione esercitata per poterlo agganciare.

### Fitbit One
Annunciato il 17 settembre 2012, il Fitbit One è un aggiornamento del Fitbit Ultra. Utilizza un display digitale più chiaro, un gancio separabile, cavo di ricarica e sincronizzazione wireless con sistema dongle. Il Fitbit One e il Fitbit Zip erano i primi tracciatori di attività con sincronizzazione wireless tramite Bluetooth 4.0 e Bluetooh SMART. La sincronizzazione wireless è attualmente disponibile su iOS e Android.

### Fitbit Zip
Rispetto agli altri tracciatori Fitbit, la Zip è il primo prodotto Fitbit ad includere una batteria usa e getta. Ha anche un prezzo inferiore rispetto ad altri tracciatori Fitbit. Simile al Fitbit One, è in grado di sincronizzare i propri dati in wireless a dispositivi mobili supportati, come ad esempio l'iPhone 4S e superiori, iPad 3ª generazione, iPod touch 5ª generazione, Samsung Galaxy Note II e superiori, Samsung Galaxy S III e superiori, LG G2, HTC One, Motorola Moto X, Nexus 4 e superiori.

### Fitbit Flex

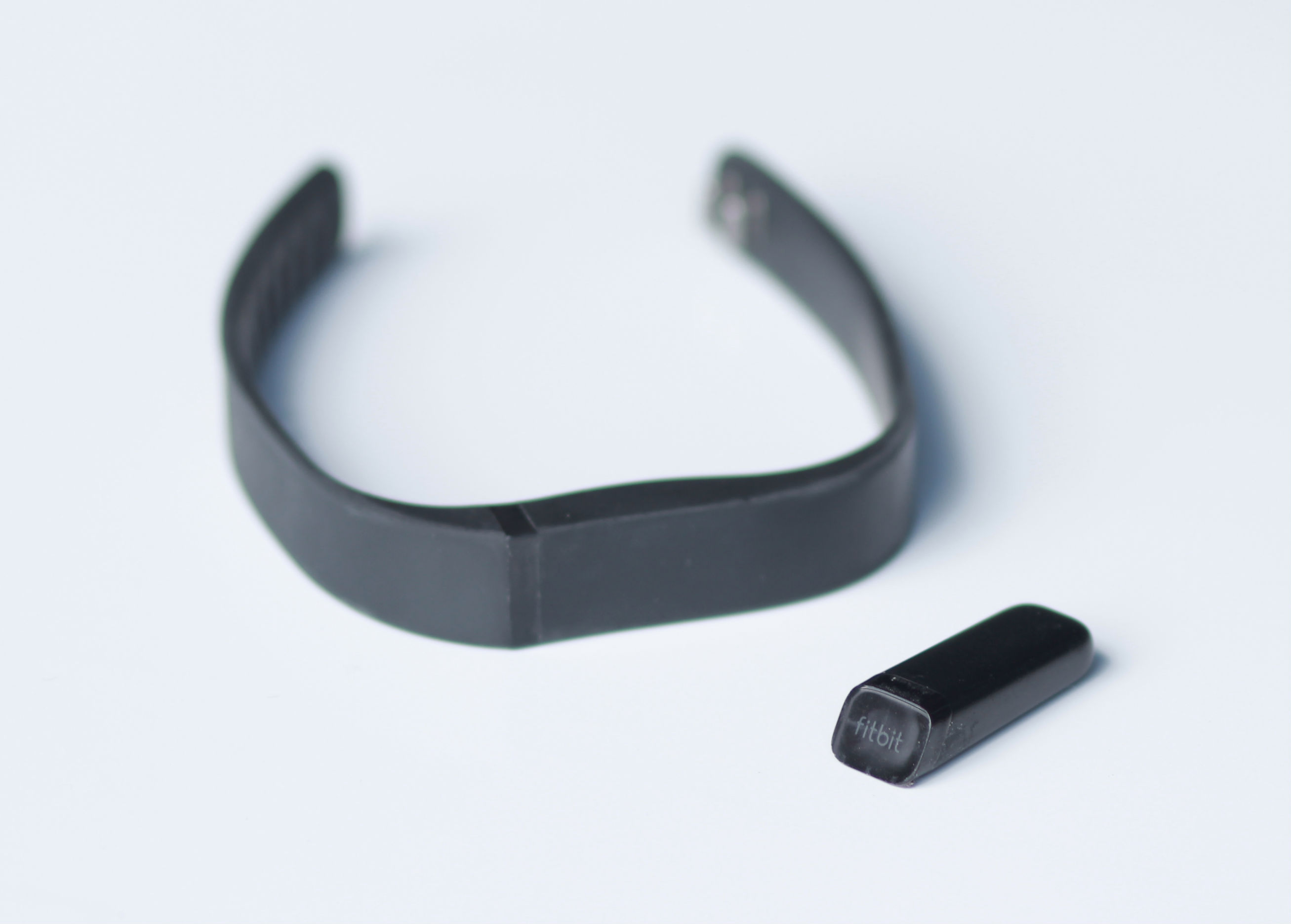
Fitibit Flex

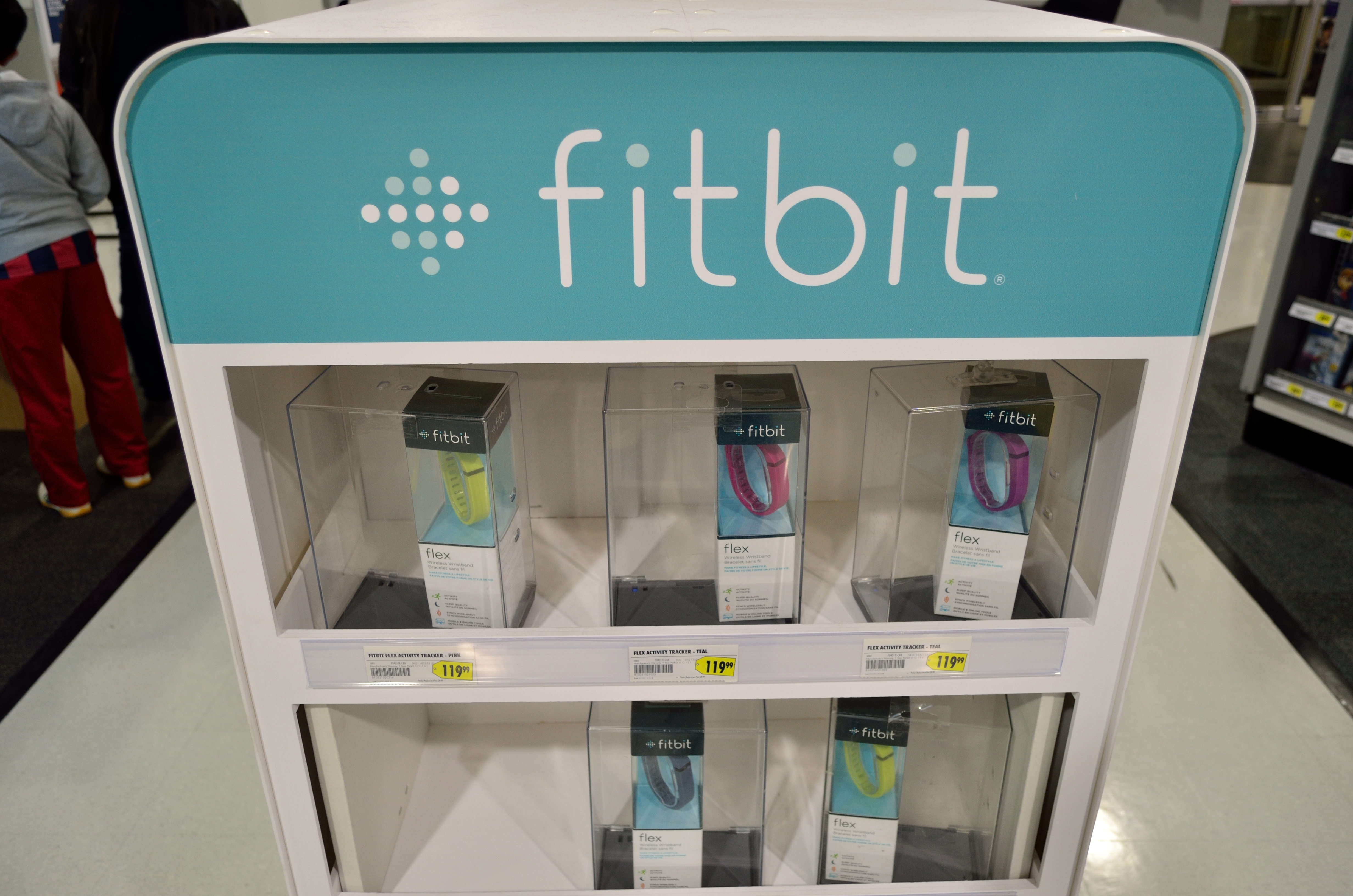
Stand con Fitbit Flex

Nel maggio 2013, Fitbit rilancia il Fitbit Flex, che è un dispositivo che si indossa al polso. Traccia il movimento 24 ore al giorno, compreso il monitoraggio della qualità del sonno. Ha un semplice schermo con 5 LED che indicano il numero di passi compiuti in un giorno, e vibra per indicare che il vostro obiettivo è stato raggiunto. Le spie indicano anche il livello della batteria. Il Fitbit Flex ha quasi tutte le stesse funzioni di sincronizzazione come il Fitbit One e Zip. Il Flex è anche il tracker più resistente all'acqua; può essere indossato sotto la doccia, ma non durante il nuoto. La batteria dura 5-7 giorni, e ci vogliono 1-2 ore per caricare.

### Fitbit Force
Fitbit Force è stata annunciata il 10 ottobre 2013. Ha un display OLED che mostra l'orario e l'attività quotidiana. Traccia una serie di statistiche in tempo reale, tra cui la distanza percorsa, calorie bruciate, scalini saliti e minuti attivi durante il giorno. Di notte, traccia la qualità del sonno e può svegliare un utente in silenzio con un allarme a vibrazione.
Il 13 gennaio 2014 è stato segnalato che un numero non confermato di clienti Fitbit che hanno acquistato Force si sono lamentati per irritazione della pelle dopo averlo indossato per lunghi periodi di tempo. Fitbit ha dichiarato sul suo sito web che la società ha consultato dei medici professionisti le cui valutazioni hanno confermato che queste irritazioni sono dovute a reazioni allergiche al nichel o ad adesivi utilizzati per assemblare il Fitbit Force. Fitbit in collaborazione con la Commissione per la sicurezza dei consumatori ha tolto dal mercato Force il 20 febbraio 2014.

### Fitbit Charge

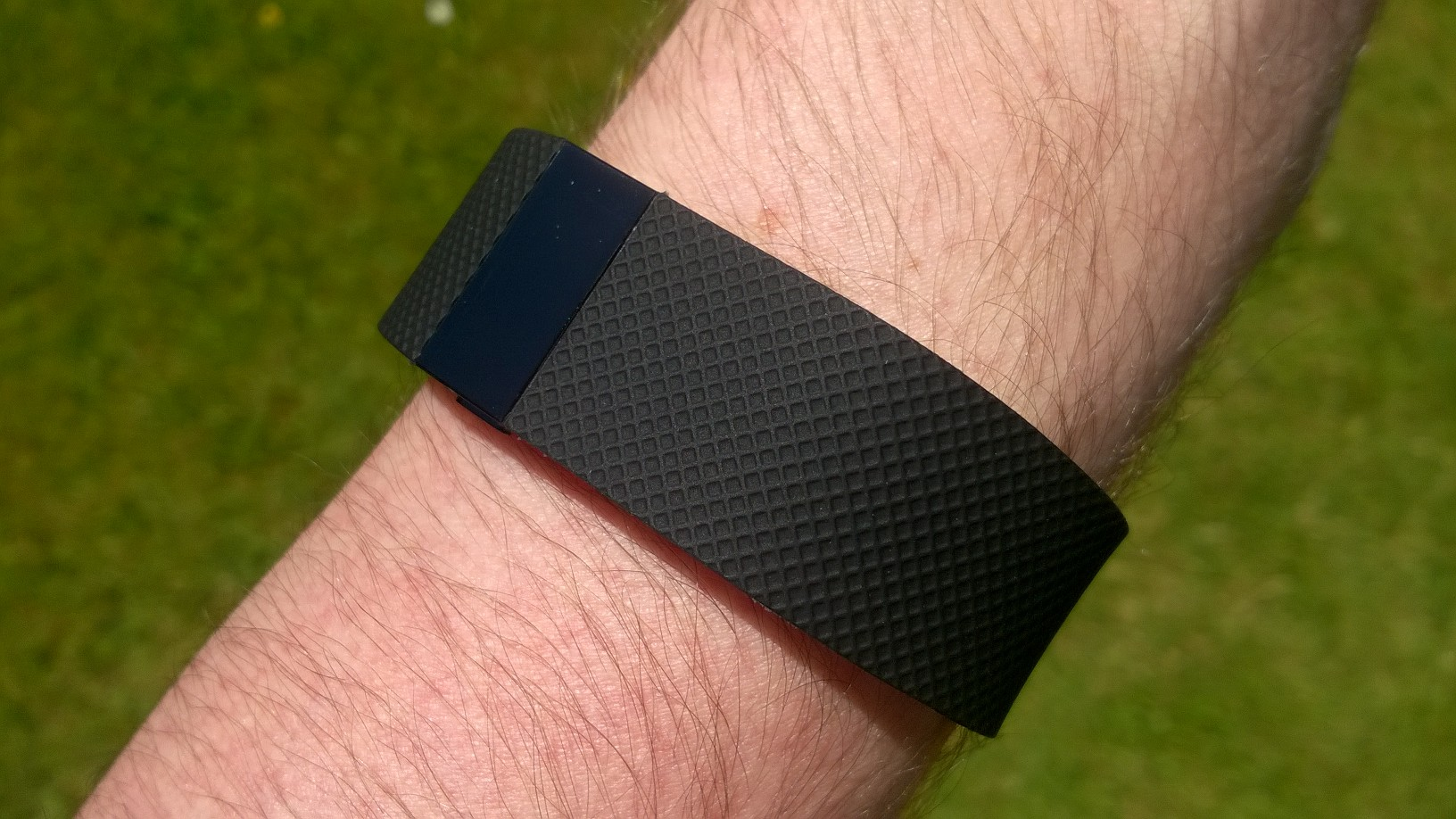
Fitbit Charge

Annunciato nel mese di ottobre 2014, il Fitbit Charge è un sostituto del Fitbit Force. In commercio dal mese di novembre 2014 per 130 dollari. Rispetto al Force il braccialetto e la struttura è leggermente diversa ed è in grado di visualizzare una chiamata in arrivo da uno smartphone sincronizzato attraverso l'applicazione Fitbit. 
Traccia automaticamente le varie fasi della giornata, il sonno, rampe di scale (utilizzando un altimetro) e un'approssimazione della distanza percorsa.

### Fitbit Surge

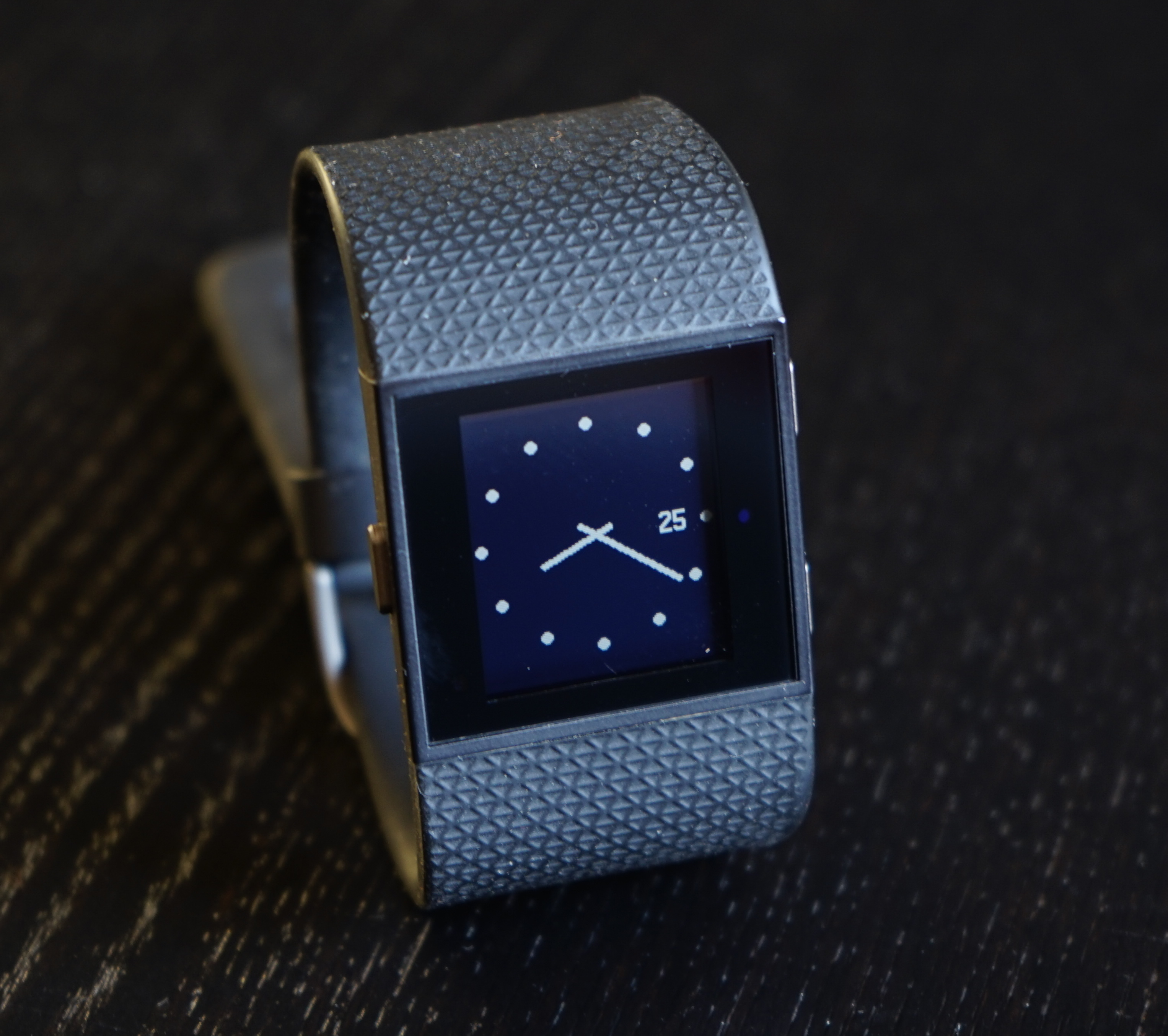
Fitbit Surge

Annunciato nel mese di ottobre 2014, il Surge è più simile a uno smartwatch che a un tracciatore di attività, e mirato al monitoraggio dell'attività. Include un monitoraggio della frequenza cardiaca, andatura, distanza, utilizzando il GPS.

### Fitbit Aria

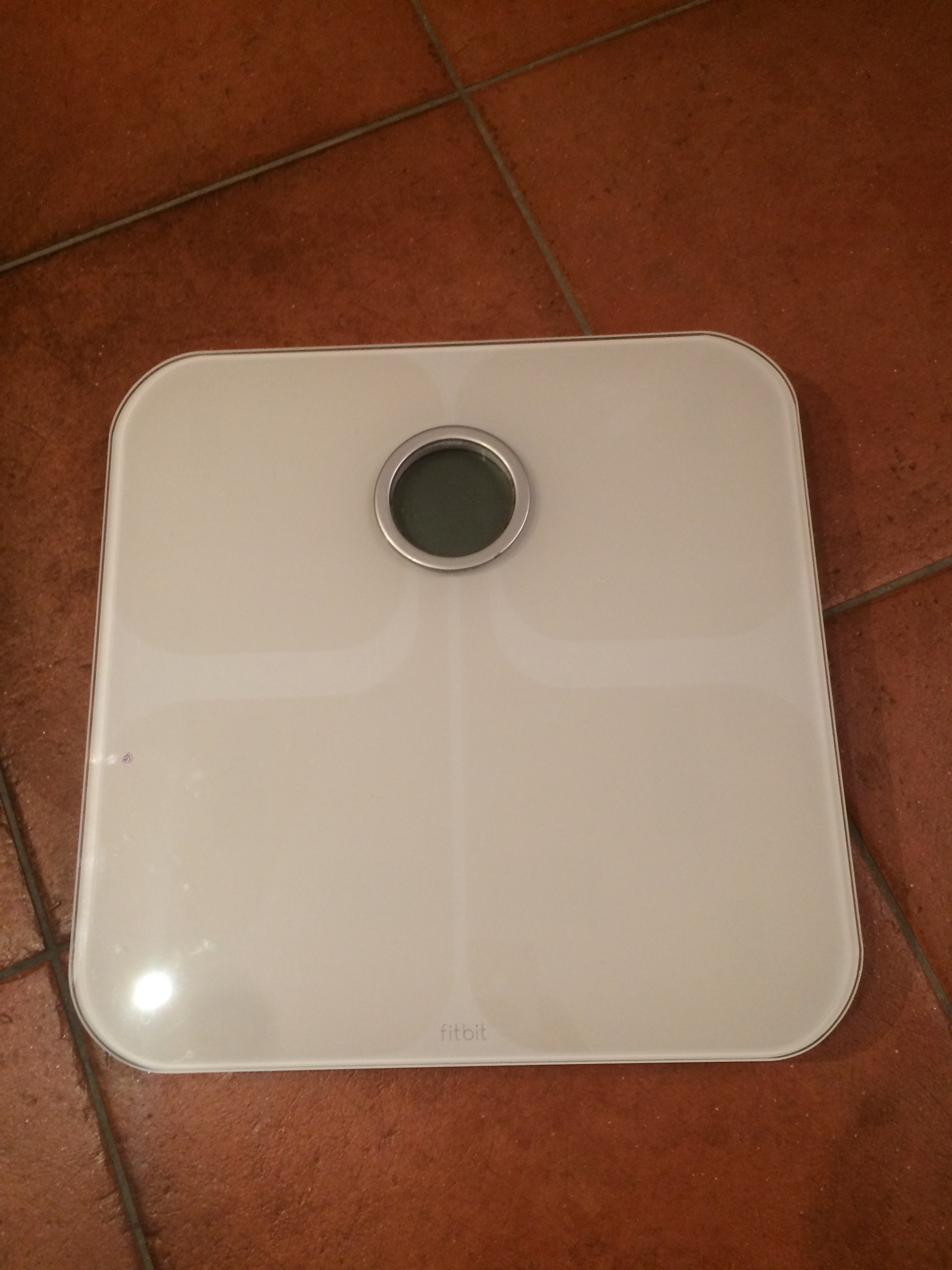
Fitbit Aria

Nel mese di aprile 2012 Fitbit rilancia una “bilancia intelligente Wi-Fi” chiamato Fitbit Aria. Riconosce gli utenti che indossano un tracker Fitbit e misura peso e altezza, indice di massa corporea (BMI) e la percentuale di grasso dell'utente. Può memorizzare i dati di otto utenti diversi e aggiorna le informazioni automaticamente sul sito fitbit.com tramite Wi-Fi. Le informazioni vengono aggiornate anche sulla applicazione.

### Fitbit Blaze
Durante l'evento del CES 2016, Fitbit ha annunciato un nuovo orologio fitness, il Fitbit Blaze. Ha dimensioni e aspetto simili ad un moderno smartwatch, con funzionalità più intelligenti rispetto ai suoi predecessori, ma rispetto ai concorrenti si focalizza sull'esercizio fisico. È dotato di schermo tattile e display a colori di 31.75mm di diagonale, cinturino intercambiabile e cover. Il Blaze utilizza la tecnologia bluetooth per comunicare con lo smartphone dell'utente, così da poter gestire l'ascolto di musica o di visualizzare notifiche di diverso genere.

### Fitbit Alta
Il dispositivo offre tutte le caratteristiche dei braccialetti Fitbit standard ma manca il monitoraggio della frequenza cardiaca. Può essere utilizzato per tracciare l'attività durante gli esercizi e l'andamento del sonno. Il bracciale ha uno schermo tattile OLED, dove è possibile impostare un promemoria, utilizzarlo come orologio e visualizzare le notifiche dello smartphone. Alta è anche in grado di riconoscere il tipo di attività che si sta facendo: correre, giocare una partita a calcio o una semplice passeggiata a piedi.

## Fitbit mobile apps
Nell'ottobre 2011 a poche settimane dal lancio del Fitbit Ultra, Fitbit ha lanciato un'applicazione inizialmente esclusivamente per iPhone. Nel marzo 2012 l'applicazione funziona anche per Android. Gli utenti possono accedere e registrale le loro attività, l'assunzione di acqua, cibo, il loro peso e inoltre monitorare i loro obiettivi di fitness per tutta la giornata anche in modalità offline.
In origine l'applicazione per iOS e Android poteva recuperare dati solo attraverso l'account Fitbit, piuttosto che collegarsi direttamente al Tracker, ma nel mese di settembre 2012, la Fitbit One e Zip sono stati annunciati con il supporto Bluetooth per la sincronizzazione direttamente con lo smartphone. 
Durante gli anni l'applicazione è stata aggiornata in modo da aumentare la compatibilità con un numero sempre maggiore di dispositivi mobili e PC. Nonostante questi aggiornamenti rimangono ancora grosse incompatibilità con moltissimi smartphone e tablet di alcuni grandi produttori orientali (ad esempio Huawei e Honor).

## Sito web Fitbit
Fitbit offriva un sito web gratuito che poteva essere utilizzato con o senza il Tracker Fitbit. Gli utenti avevano la possibilità di registrare la loro attività, diario alimentare, peso, monitorandoli nel tempo. Gli utenti hanno avuto anche la possibilità di impostare i giorni di attività, gli obiettivi personali, distanza percorsa e calorie consumate. Ad inizio 2024, Fitbit ha annunciato la chiusura di molte funzioni utili tra cui la cessazione del sito web. Se si prova ad entrare nel sito di Fitbit si viene reindirizzati al Google Store.